# Carol Stream
Carol Stream è un comune degli Stati Uniti d'America, situato in Illinois, nella contea di DuPage.